# 코칩
코칩 주식회사(KORCHIP Corporation)는 대한민국의 초소형 2차전지 제조기업이다. 소형 및 초소형 슈퍼커패시터 등 전자부품 제조업을 영위한다.삼성전기의 공식 총판대리점으로서 삼성전기의 MLCC를 유통하고 있다 매출비중은 카본계 소형·초소형 이차전지, 70%, MLCC 유통 30%이다

## 역사
- 1990년 4월 한국광전(현재 코칩)를 설립했다.[6]
- 2003년 삼성전기의 EDLC부문 사업권 일체를 약 40억원에 인수하였다

## 투자
2022년 보광인베스트먼트와 어니스트벤처스가 100억원을 투자하였다

## 상장
2024년 상장 주관사를 한국투자증권으로 공모가 1만 8천원에 5월에 코스닥 시장 상장하였다.

## 같이 보기
- MLCC
- 비나텍
- 삼화전기
- LS머트리얼즈

## 참고문헌
1. ↑  안수민, 테이크오프 CEO 코칩 손진형 사장, 2003년 7월 31일
2. ↑  민경연, '초소형 2차전지 제조' 코칩, 코스닥 시장 상장 돌입, 데일리인베스트, 2023년 10월 17일
3. ↑  이경호, 소형 2차전지 전문 ‘코칩’ 코스닥 상장일은?, 뉴스웰, 2024년 2월 2일
4. ↑  이영기, 코칩, 예비심사청구서 제출…상장 절차 본격화, 뉴스핌, 2023년 9월 19일
5. ↑  박종선, 유진투자증권 IPO 예정 보고서-코칩, 2024.04.17
6. ↑  성연광, 기획-IT 파이어니어 인물 탐구 192 손진형 코칩 사장, 디지털타임즈, 2003년 6월 19일
7. ↑  이윤정, 보광인베·어니스트벤처스 맞손, '코칩'에 100억 투자, 더벨, 2022년 9월 23일
8. ↑  임은진, 코칩, 공모가 1만8천원 확정…희망가 상단 초과, 연합뉴스, 2024년 4월 23일